# Еркат, Мигран Арменакович
Мигран (Мирон) Арменакович Еркат (арм. Միհրան Երկաթ; 1921, Константинополь — 1986, Ереван) — советский, армянский оперный певец (баритон). Народный артист СССР (1977).

## Биография
Родился в Константинополе (ныне Стамбул, Турция).
В 1923 году семья переехала в Александрию (Египет), где в 1940 году окончил Музыкальный лицей им. Дж. Верди по классу Э. Кордоне.
В 1940—1943 годах — солист Филармонии и Радио в Александрии и Каире, в 1943—1946 — Королевского оперного театра в Каире.
В 1947 году переехал в СССР. С этого же года — солист Армянского театра оперы и балета им. А. Спендиарова.
Выступал как концертный певец.
Скончался 17 октября 1986 года в Ереване. Похоронен на Нубарашенском (Советашенском) кладбище.

## Награды и звания
- Народный артист Армянской ССР (1961)[1]
- Народный артист СССР (1977)
- Орден Трудового Красного Знамени (1956)

## Творчество

### Оперные партии
- «Евгений Онегин» П. Чайковского — Онегин
- «Демон» А. Рубинштейна — Демон
- «Травиата» Дж. Верди — Жермон
- «Бал-маскарад» Дж. Верди — Ренато
- «Отелло» Дж. Верди — Яго
- «Трубадур» Дж. Верди — Граф ди Луна
- «Риголетто» Дж. Верди — Риголетто
- «Кармен» Ж. Бизе — Эскамильо
- «Алмаст» А. Спендиарова — Татул
- «Аршак II» Т. Чухаджяна — Аршак II
- «Ануш» А. Тиграняна — Моей
- «Арцваберд» А. Бабаева — Рубен
- «Лакме» Л. Делиба — Фредерик.

### Фильмография
- «Аршак II» — Аршак II (вокал)